# Mario Berriatúa
Mario Berriatúa (Madrid, 30 de septiembre de 1925 - ibidem , 16 de julio de 1970) fue un actor español.

## Biografía
Mario Berriatúa fue hijo del matrimonio formado por Pilar Sánchez Aramburu (destacada pelotari) y Mario Berriatúa de la Cruz (Licenciado en Filosofía y Letras). 
En 1963 se casó con Hilda Rodríguez de Miguel, una joven actriz que daba sus primeros pasos en el cine español y del matrimonio nacieron sus dos únicos hijos Jaime y Patricia en 1965 y 1967 respectivamente.
Empezó su carrera como actor a principios de la década de 1940 y se prolongó hasta 1960. En este periodo de tiempo participó como actor un total de 55 películas. Durante la década de 1960 se retiró de la interpretación, dedicándose a tareas de productor, ayudante de dirección y guionista.

## Filmografía completa
- Raza (1942)
- Primer amor (1942)
- ¿Por qué vivir tristes? (1942)
- Schottis (1943)
- Retorno (1944)
- Espronceda (1945)
- El doncel de la reina (1946)
- Mariona Rebull (1947)
- Las aguas bajan negras (1948)
- Dos mujeres en la niebla (1948)
- El huésped de las tinieblas (1948)
- Aventuras del capitán Guido (1948)
- Neutralidad (1949)
- La revoltosa (1949)
- Don Juan (1950)
- Cuentos de la Alhambra (1950)
- La señora de Fátima (1951)
- Balarrasa (1951)
- Día tras día (1951)
- María Antonia 'La Caramba' (1951)
- La llamada de África (1952)
- Hombre acosado (1952)
- Quema el suelo (1952)
- Solea la Montesa (1952)
- Ha desaparecido un pasajero (1953)
- El alcalde de Zalamea (1954)
- Viento del norte (1954)
- Crimen en el entreacto (1954)
- Alta costura (1954)
- Noche de tormenta (1955)
- ¡Aquí hay petróleo! (1955)
- Calabuch (1956)
- Embajadores en el infierno (1956)
- El pequeño ruiseñor (1956)
- La estrella de África (1957)
- Las muchachas de azul (1957)
- La hija de Juan Simón (1957)
- Las últimas banderas (1957)
- Mensajeros de paz (1957)
- Muchachas en vacaciones (1958)
- Historias de Madrid (1958)
- Aquellos tiempos del cuplé (1958)
- La muchacha de la plaza de San Pedro (1958)
- El hincha (1958)
- Héroes del aire (1958)
- Los últimos días de Pompeya (1959)
- Escucha mi canción (1959)
- Sonatas (1959)
- Llegaron dos hombres (1959)
- Luna de verano (1959)
- Canto para ti (1959)
- La paz empieza nunca (1960)
- El hombre de la isla (1960)
- El hombre que perdió el tren (1960)
- El mejor del mundo (1970)